# Children of the Whales
Children of the Whales (jap. ジラの子らは砂上に歌う Kujira no kora wa sajō ni utau) – manga autorstwa Abi Umedy, publikowana na łamach magazynu „Gekkan Mystery Bonita” wydawnictwa Akita Shoten od czerwca 2013 do stycznia 2023. Na jej podstawie studio J.C.Staff wyprodukowano serial anime, który emitowano od października do grudnia 2017.

## Fabuła
Historia opowiada o chłopaku imieniem Chakuro, który mieszka na olbrzymim statku zwanym Błotnym Wielorybem, dryfującym po morzu piasku. Społeczeństwo Błotnego Wieloryba dzieli się na dwa rodzaje ludzi: Naznaczonych, którzy mogą przenosić przedmioty umysłem przy użyciu dziwnej mocy zwanej „thymią”, kosztem krótszego życia, i Nienaznaczonych, ludzi, którzy nie posiadają thymii, ale cieszą się dłuższym życiem. Chakuro i jego przyjaciele nigdy nie widzieli nikogo z zewnętrznego świata, dlatego spędzają całe dnie na poszukiwaniu informacji o nim. W 93 roku od wygnania statku, Błotny Wieloryb napotyka samotną wyspę, a Chakuro znajduje na niej dziewczynę, rozpoczynając przygodę, która zmienia życie wszystkich.

## Bohaterowie
- Chakuro (jap. チャクロ)

Seiyū: Natsuki Hanae 
- Lykos (jap. リコス Rikosu)

Seiyū: Takahiro Sakurai 
- Ouni (jap. オウニ)

Seiyū: Yuichiro Umehara 
- Suoh (jap. スオウ Suō)

Seiyū: Nobunaga Shimazaki 
- Ginshu (jap. ギンシュ)

Seiyū: Mikako Komatsu 
- Liontari (jap. リョダリ Ryodari)

Seiyū: Daiki Yamashita 
- Shuan (jap. シュアン)

Seiyū: Hiroshi Kamiya 
- Sami (jap. サミ)

Seiyū: Hisako Kanemoto 

## Manga
Seria ukazywała się od 6 czerwca 2013 do 6 stycznia 2023 w magazynie „Gekkan Mystery Bonita”. Wydawnictwo Akita Shoten zebrało jej rozdziały w 23 tankōbonach, wydawanych od 16 grudnia 2013 do 16 marca 2023.
| Nr | Data wydania (język japoński) | ISBN (język japoński)  |
| -- | ----------------------------- | ---------------------- |
| 1  | 16 grudnia 2013               | ISBN 978-4-253-26101-2 |
| 2  | 16 kwietnia 2014              | ISBN 978-4-253-26102-9 |
| 3  | 16 września 2014              | ISBN 978-4-253-26103-6 |
| 4  | 16 lutego 2015                | ISBN 978-4-253-26104-3 |
| 5  | 16 lipca 2015                 | ISBN 978-4-253-26105-0 |
| 6  | 16 grudnia 2015               | ISBN 978-4-253-26106-7 |
| 7  | 15 kwietnia 2016              | ISBN 978-4-253-26107-4 |
| 8  | 14 października 2016          | ISBN 978-4-253-26108-1 |
| 9  | 16 marca 2017                 | ISBN 978-4-253-26379-5 |
| 10 | 15 września 2017              | ISBN 978-4-253-26380-1 |
| 11 | 16 stycznia 2018              | ISBN 978-4-253-26381-8 |
| 12 | 14 czerwca 2018               | ISBN 978-4-253-26382-5 |
| 13 | 16 października 2018          | ISBN 978-4-253-26383-2 |
| 14 | 14 marca 2019                 | ISBN 978-4-253-26384-9 |
| 15 | 19 sierpnia 2019              | ISBN 978-4-253-26385-6 |
| 16 | 16 marca 2020                 | ISBN 978-4-253-26386-3 |
| 17 | 16 czerwca 2020               | ISBN 978-4-253-26387-0 |
| 18 | 16 listopada 2020             | ISBN 978-4-253-26388-7 |
| 19 | 16 kwietnia 2021              | ISBN 978-4-253-26389-4 |
| 20 | 16 września 2021              | ISBN 978-4-253-26390-0 |
| 21 | 16 lutego 2022                | ISBN 978-4-253-26391-7 |
| 22 | 16 sierpnia 2022              | ISBN 978-4-253-26392-4 |
| 23 | 16 marca 2023                 | ISBN 978-4-253-26393-1 |

## Anime
Adaptacja w formie anime została ogłoszona w lutowym numerze magazynu „Gekkan Mystery Bonita” wydanym 6 stycznia 2017. Później podano do wiadomości, że będzie to seria telewizyjna, wyprodukowana przez studio J.C.Staff i wyreżyserowana przez Kyōheia Ishiguro. Za scenariusz odpowiadała Michiko Yokote, postacie zaprojektowała Haruko Iizuka, a muzykę skomponował Hiroaki Tsutsumi. 12-odcinkowy serial był emitowany od 8 października do 24 grudnia 2017 roku w Tokyo MX i innych stacjach. Zapowiedziano również powstanie dwóch odcinków OVA. Seria została wydana globalnie w marcu 2018 za pośrednictwem platformy Netflix. Motywem otwierającym jest „Sono saki e” (jap. その未来へ) autorstwa RIRIKO, końcowym zaś „Hashitairo” (jap. ハシタイロ) w wykonaniu rionos.

### Lista odcinków
| №  | Tytuł | Premiera             |
| -- | --- | -------------------- |
| 1  | To był nasz cały świat Watashitachi no daiji na sekai no subete datta (私たちの大事な世界の全てだった)           | 8 października 2017  |
| 2  | Przestępcy z Fálainy Kujira (Farena) no tsumibitotachi (鯨 の罪人たち)                                           | 15 października 2017 |
| 3  | Ten świat nic mnie już nie obchodzi Konna sekai wa, mō dō demo ii (こんな世界は、もうどうでもいい)               | 22 października 2017 |
| 4  | Tajemnice Dorokujira to tomo ni suna ni mesareru no da yo (泥クジラと共に砂に召されるのだよ)                     | 29 października 2017 |
| 5  | Nie chcę uciekać Nigeru no wa iyada (逃げるのはイヤだ)                                                           | 5 listopada 2017     |
| 6  | Jutro mogą kogoś zabić Ashita, hito o koroshi te shimau kamo shire nai (明日、人を殺してしまうかもしれない)      | 12 listopada 2017    |
| 7  | Chcę poznać waszą przyszłość Omae tachi no mirai ga mitai (お前たちの未来が見たい)                               | 19 listopada 2017    |
| 8  | Zniknąć z tego świata Konoyo kara kie te shimae (この世から消えてしまえ)                                         | 26 listopada 2017    |
| 9  | Marzę, by poznać konsekwencje twojego wyboru Kimi no sentaku no, sono saki ga mitai (君の選択の、その先が見たい) | 3 grudnia 2017       |
| 10 | I znów w drogę Atarashī tabi ni deruwa (新しい旅に出るわ)                                                        | 10 grudnia 2017      |
| 11 | To tylko sen Yume no Hanashi da (夢の話だ)                                                                       | 17 grudnia 2017      |
| 12 | Cieszę się, że stąd pochodzę Koko ni umarete yokatta (ここに生まれてよかった)                                    | 24 grudnia 2017      |